# Jericho (Vermont)
Jericho es un pueblo ubicado en el condado de Chittenden, Vermont, Estados Unidos. Según el censo de 2020, tiene una población de 5104 habitantes.

## Geografía
La localidad está ubicada en las coordenadas 44°27′52″N 72°57′47″O / 44.46444, -72.96306. Tiene una superficie de 92.24 km². De ese total, 91.83 km² corresponden a tierra firme y 0.41 km² corresponden a agua.

## Demografía
Según la Oficina del Censo en 2000 los ingresos medios por hogar en la localidad eran de $65 375 y los ingresos medios por familia eran $72 500. Los hombres tenían unos ingresos medios de $49 375 frente a los $30 488 para las mujeres. La renta per cápita para la localidad era de $24 941. Alrededor del 4.6 % de la población estaban por debajo del umbral de pobreza.